# Ricardo Manuel Ferreira Sousa
Ricardo Manuel Ferreira Sousa (Paços de Ferreira, Portugal, 21 de diciembre de 1981), más conocido como Cadú, es un futbolista portugués. Juega de defensa y su equipo actual es el AEL Limassol FC.
Desde enero de 2012 cuenta con nacionalidad rumana, pero desde ese momento anunció que no jugaría con la Selección de Rumanía al considerar que no es correcto que los jugadores nacidos en un país puedan jugar con otra selección.

## Biografía
Cadú, que actúa de defensa central, ha jugado en varios equipos de Portugal: Gondomar SC, FC Paços de Ferreira y Boavista FC.
En 2006 emigra a Rumania para fichar por su actual club, el CFR Cluj, que tuvo que desembolsar 750.000 euros para poder hacerse con sus servicios. Debuta en la Liga I el 6 de agosto en el partido CFR Cluj 4-0 Unirea Urziceni. Con este equipo conquistó el título de Liga y Copa en 2008. Actualmente es el capitán del equipo.
En la temporada 2008/09 jugó la Liga de Campeones con el CFR Cluj, logrando una victoria en Roma y un empate en casa frente al Chelsea. En el mes de julio revalidó el título de Copa, y en agosto de 2009 la Supercopa de Rumanía al imponerse el CFR al Unirea Urziceni en la tanda de penaltis.

## Clubes
| Club                 | País     | Año       |
| -------------------- | -------- | --------- |
| Gondomar Sport Clube | Portugal | 2001-2002 |
| Paços de Ferreira    | Portugal | 2002-2004 |
| Boavista             | Portugal | 2004-2006 |
| CFR Cluj             | Rumania  | 2006-2014 |
| AEL Limassol FC      | Chipre   | 2014-     |

## Palmarés
| Título               | Club     | País    | Año       |
| -------------------- | -------- | ------- | --------- |
| Liga I               | CFR Cluj | Rumania | 2007-2008 |
| Copa de Rumania      | CFR Cluj | Rumania | 2007-2008 |
| Copa de Rumania      | CFR Cluj | Rumania | 2008-2009 |
| Supercopa de Rumania | CFR Cluj | Rumania | 2009      |
| Liga I               | CFR Cluj | Rumania | 2009-2010 |
| Copa de Rumania      | CFR Cluj | Rumania | 2009-2010 |
| Supercopa de Rumania | CFR Cluj | Rumania | 2010      |
| Liga I               | CFR Cluj | Rumania | 2011-2012 |